# ジェフ・ケッピンジャー
ジェフリー・スコット・ケッピンジャー（Jeffrey Scott Keppinger, 1980年4月21日 - ）は、アメリカ合衆国・フロリダ州マイアミ出身の元プロ野球選手（ユーティリティープレイヤー）。右投右打。

## 経歴

### パイレーツ傘下時代
2001年のMLBドラフトでピッツバーグ・パイレーツから4巡目（全体114位）指名され、8月3日に契約。
2002年、A級ヒッコリー・クロウダッズでプロデビュー。126試合に出場し、10本塁打73打点6盗塁、打率.276だった。
2003年はA+級リンチバーグ・ヒルキャッツで92試合に出場し、3本塁打51打点3盗塁、打率.325だった。
2004年はAA級アルトゥーナ・カーブで82試合に出場し、1本塁打33打点10盗塁、打率.334だった。

### メッツ時代
2004年7月30日にタイ・ウィギントンおよびホセ・バティスタ、マット・パターソンとのトレードで、クリス・ベンソンと共にニューヨーク・メッツへ移籍。8月20日にメジャーへ昇格し、同日のサンフランシスコ・ジャイアンツ戦でメジャーデビューを果たす。この年は33試合に出場し、3本塁打9打点2盗塁、打率.284だった。
2006年3月2日にメッツと1年契約に合意。AAA級ノーフォーク・タイズで開幕を迎え、87試合に出場し、2本塁打26打点、打率.300だった。

### ロイヤルズ時代
2006年7月19日にルーベン・ゴタイとのトレードで、カンザスシティ・ロイヤルズへ移籍。移籍後はAAA級オマハ・ロイヤルズでプレーし、8月25日にメジャーへ昇格。22試合に出場し、2本塁打8打点、打率.267だった。
2007年1月3日にDFAとなった。

### レッズ時代
2007年1月20日にラス・ハルツワグナーとのトレードでシンシナティ・レッズへ移籍。わずか67試合の出場ながら、打率.332・5本塁打・32打点とあらゆる点で自己ベストをマークした。

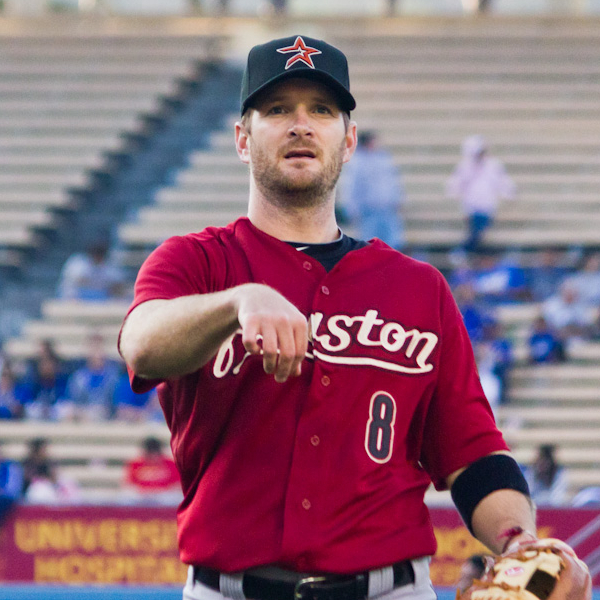
アストロズ時代

2008年2月25日にレッズと1年契約に合意。同年5月13日、フロリダ・マーリンズ戦において、左膝に自打球を当て骨折。しかしながら、最終的には121試合に出場し、自身で初めて規定打席に到達した。

### アストロズ時代
2009年3月31日にトレードでヒューストン・アストロズに移籍。移籍1年目は前年よりも少ないながら2年連続でシーズン100試合以上（107試合）に出場し、前年の倍増以上となる7本塁打を記録した。
2010年は松井稼頭央との併用を経て5月半ばから二塁手に定着。自己最多の137試合に出場し出塁率.351を残した他、両リーグで最も低い三振率6.3パーセントを記録した。

### ジャイアンツ時代
2011年7月19日にヘンリー・ソーサ、ジェイソン・ストッフェルとのトレードでサンフランシスコ・ジャイアンツに移籍した。56試合に出場し、2本塁打15打点、打率.255だった。オフの12月12日にノンテンダーFAとなった。

### レイズ時代
2012年1月25日にタンパベイ・レイズと1年契約を結んだ。5月21日に15日間の故障者リスト入りし、6月22日に復帰した。この年は115試合に出場し、9本塁打40打点1盗塁、打率.325だった。オフの10月29日にFAとなった。

### ホワイトソックス時代
2012年12月5日にシカゴ・ホワイトソックスと総額1200万ドルの3年契約を結んだ。
2013年は117試合に出場し、4本塁打40打点、打率.253だった。
2014年3月30日に右肩の故障で、15日間の故障者リスト入りし、5月14日にDFAとなった後、21日に放出された。この年限りで現役を引退した。

## 年度別打撃成績
| 年 度     | 球 団     | 試 合 | 打 席 | 打 数 | 得 点 | 安 打 | 二 塁 打 | 三 塁 打 | 本 塁 打 | 塁 打 | 打 点 | 盗 塁 | 盗 塁 死 | 犠 打 | 犠 飛 | 四 球 | 敬 遠 | 死 球 | 三 振 | 併 殺 打 | 打 率 | 出 塁 率 | 長 打 率 | O P S |
| --------- | --------- | ----- | ----- | ----- | ----- | ----- | -------- | -------- | -------- | ----- | ----- | ----- | -------- | ----- | ----- | ----- | ----- | ----- | ----- | -------- | ----- | -------- | -------- | ----- |
| 2004      | NYM       | 33    | 123   | 116   | 9     | 33    | 2        | 0        | 3        | 44    | 9     | 2     | 1        | 0     | 1     | 6     | 0     | 0     | 7     | 6        | .284  | .317     | .379     | .696  |
| 2006      | KC        | 22    | 67    | 60    | 11    | 16    | 2        | 0        | 2        | 24    | 8     | 0     | 0        | 2     | 0     | 5     | 1     | 0     | 6     | 2        | .267  | .323     | .400     | .723  |
| 2007      | CIN       | 67    | 276   | 241   | 39    | 80    | 16       | 2        | 5        | 115   | 32    | 2     | 1        | 6     | 1     | 24    | 0     | 4     | 12    | 11       | .332  | .400     | .477     | .877  |
| 2008      | CIN       | 121   | 502   | 459   | 45    | 122   | 24       | 2        | 3        | 159   | 43    | 3     | 1        | 6     | 5     | 30    | 3     | 2     | 24    | 14       | .266  | .310     | .346     | .657  |
| 2009      | HOU       | 107   | 344   | 305   | 35    | 78    | 13       | 3        | 7        | 118   | 29    | 0     | 2        | 7     | 2     | 27    | 3     | 3     | 33    | 13       | .256  | .320     | .387     | .707  |
| 2010      | HOU       | 137   | 575   | 514   | 62    | 148   | 34       | 1        | 6        | 202   | 59    | 4     | 1        | 5     | 4     | 51    | 1     | 1     | 36    | 15       | .288  | .351     | .393     | .744  |
| 2011      | HOU       | 43    | 169   | 163   | 22    | 50    | 9        | 0        | 4        | 71    | 20    | 0     | 1        | 0     | 2     | 4     | 0     | 0     | 7     | 5        | .307  | .320     | .436     | .755  |
| 2011      | SF        | 56    | 230   | 216   | 17    | 55    | 11       | 0        | 2        | 72    | 15    | 0     | 0        | 2     | 2     | 8     | 0     | 2     | 17    | 6        | .255  | .285     | .333     | .618  |
| '11計     | SF        | 99    | 399   | 379   | 39    | 105   | 20       | 0        | 6        | 143   | 35    | 0     | 1        | 2     | 4     | 12    | 0     | 2     | 24    | 11       | .277  | .300     | .377     | .677  |
| 2012      | TB        | 115   | 418   | 385   | 46    | 125   | 15       | 1        | 9        | 169   | 40    | 1     | 0        | 1     | 4     | 24    | 0     | 4     | 31    | 14       | .325  | .367     | .439     | .806  |
| 2013      | CWS       | 117   | 451   | 423   | 38    | 107   | 13       | 1        | 4        | 134   | 40    | 0     | 1        | 2     | 5     | 20    | 1     | 0     | 41    | 14       | .253  | .283     | .317     | .600  |
| 通算：9年 | 通算：9年 | 818   | 3156  | 2882  | 324   | 814   | 139      | 10       | 45       | 1108  | 295   | 12    | 8        | 31    | 26    | 199   | 9     | 16    | 214   | 100      | .282  | .329     | .384     | .714  |